# Magnus Nedregotten
Magnus Nedegrotten, né le 24 octobre 1990 à Stavanger, est un curleur norvégien. 

## Carrière
Il a remporté la médaille de bronze aux Championnats du monde en 2015 dans la catégorie double mixte. Il a été retenu pour participer tournoi olympique de double mixte de 2018 avec sa compatriote Kristin Skaslien, remportant une médaille de bronze.
Il est médaillé d'argent en double mixte aux Jeux olympiques d'hiver de 2022 à Pékin avec Kristin Skaslien, s'inclinant en finale contre la paire italienne composée de Stefania Constantini et Amos Mosaner.

## Palmarès

### Jeux olympiques
- Médaille d'argent en double mixte aux Jeux olympiques d'hiver de 2022 à Pékin ( Chine).
- Médaille de bronze en double mixte aux Jeux olympiques d'hiver de 2018 à Pyeongchang ( Corée du Sud).

### Championnats du monde
- : Médaille d'argent au Championnat du monde double mixte 2021 à Aberdeen ( Écosse).
- : Médaille de bronze au Championnat du monde double mixte 2015 à Sotchi ( Russie).
- : Médaille de bronze au Championnat du monde double mixte 2024 à Östersund ( Suède).

### Championnats d'Europe
- : Médaille d'argent au Championnat d'Europe mixte 2014 à Copenhague ( Danemark).

### Universiade
- Médaille d'or à l'Universiade d'hiver de 2015
- Médaille de bronze à l'Universiade d'hiver de 2017

### Festival olympique de la jeunesse européenne
- Médaille d'or au Festival olympique de la jeunesse européenne d'hiver 2009